# 果臝轉語記
《果臝轉語記》是清代學者程瑶田的詞源學著作，以“果臝”一詞為核心，系聯相關的一系列詞族。書中認爲漢語中的“果臝”一詞“肖物形而名之，非一物之專名”，也就是説，它可以用來寬汎指代各類圓形的物體，而形體稍變。如瓜果一類的“栝樓”“苦樓”，昆蟲一類的“蜾蠃”“蒲盧”，物體一類的“窟窿”“軲轆”等等，將近二百詞。
該著作標誌漢語詞源探討的深入，也啓發了後人對漢語“kl-”複輔音存在問題的思考。